# 32 nm
Il processo costruttivo a 32 nm (32 nanometri) è l'evoluzione del processo a 45 nm utilizzato per i microprocessori Intel, AMD e IBM (oltre che per altri tipi di circuiti realizzati da altre società del settore) e la sua introduzione è avvenuta nel 2009.
Il termine "32 nm" indica la dimensione minima del gate di ogni singolo transistor. Per avere un'idea di cosa voglia dire "32 nm" basti considerare che il virus dell'HIV è grande circa 120 nm, un globulo rosso umano circa 6000-8000 nm e lo spessore di un capello quasi 80000 nm.
I vantaggi nel passare a questo processo costruttivo e, più in generale, a cercare di migliorare sempre più la miniaturizzazione, sono molteplici: si va dal miglioramento della resa produttiva con conseguente abbattimento di costi (più un processore è "piccolo" e più processori possono essere fabbricati con un solo wafer), alla diminuzione del consumo elettrico, passando per la possibilità di integrare un numero di transistor sempre maggiore con conseguente aumento della potenza elaborativa.
Il successore di questo processo utilizza una larghezza di canale di 22 nm.

## Aziende allo studio dei 32 nm
A fine 2006 Intel e TSMC hanno dichiarato che lo sviluppo del nuovo processo produttivo, da parte loro, procede senza intoppi ed è già stato previsto quali saranno i passi successivi, si parla dei futuri processi costruttivi a 22 nm e 11 nm. Visti i costi di sviluppo sempre più elevati di queste tecnologie società minori stringono accordi per sviluppare congiuntamente la tecnologia al fine di dividere i costi.
Nel maggio 2007 IBM, Chartered Semiconductor, Samsung, Infineon e Freescale hanno annunciato un accordo per lo sviluppo della tecnologia a 32 nm. Il consorzio punta a sviluppare processori a 32 nm in volumi per il 2010.
Intel punta a mettere in commercio le prime soluzioni a 32 nm nel 2009 e, a settembre 2007, ha mostrato il primo chip di memoria SRAM da 291 Mbit realizzato mediante il nuovo processo produttivo e formato da oltre 1,9 miliardi di transistor: i primi prototipi realizzati mediante un nuovo processo produttivo infatti sono sempre di tipo SRAM, relativamente semplice da produrre, in questo modo si ha la possibilità di verificare quali possano essere gli eventuali limiti e problemi legati alla produzione di un processore con il nuovo processo produttivo.
Il processo a 32 nanometri ha permesso di realizzare celle di memoria della dimensione di 0,182 micrometri quadri, ovvero circa la metà di quanto è stato possibile realizzare con il processo a 45 nanometri.
Nell'ottobre del 2007 Toshiba e NEC hanno annunciato una collaborazione per lo sviluppo congiunto della tecnologia di produzione a 32 nanometri, le due società puntano a produrre i primi esemplari entro la fine del decennio.
Nel dicembre 2007 IBM insieme ai partner AMD, Chartered Semiconductor, Freescale, Infineon e Samsung ha mostrato il suo primo prototipo di memoria SRAM a 32 nm. L'alleanza di società punta di produrre le prime soluzioni tecnologiche con questa tecnologia nel 2009.
Nel marzo 2008 IBM ha annunciato anche una collaborazione con Hitachi per lo sviluppo della tecnologia a 32 nm.
Infine, a novembre 2008, si è saputo che Intel realizzerà i propri processori a 32 nm mediante la seconda generazione della tecnologie "high-k dielectrics" (strati dielettrici, quindi isolanti, ad alta costante k, ovvero "maggiormente isolanti") e "metal gate transistor" (transistor con terminale di "gate" metallizzato) a base di afnio, originariamente introdotte con il processo produttivo precedente a 45 nm. Gli attuali prototipi di memoria SRAM realizzati a 32 nm sono in grado di funzionare a frequenze di 3,8 GHz con tensioni di appena 1,1 V. Intel ha messo in commercio microprocessori basati su questa tecnologia nel 2010.
Toshiba nel settembre del 2009 ha messo in produzione le prime memorie NAND Flash a 32 nm.
Amd nel giugno 2011 ha introdotto sul mercato microprocessori a 32 nm SOI basati sull'architettura Llano
Apple il 12 settembre 2012 ha presentato iPhone 5, il suo primo dispositivo con processore A6 basato sull'architettura a 32 nm

## Processori realizzati con il processo 32 nm

### Processori Intel
- Processori basati sull'architettura Core Nehalem-C Westmere
- Processori basati sull'architettura Core Sandy Bridge
- Processori basati sull'architettura Core larrabee

### Processori AMD
- Processori basati sull'architettura Bulldozer
- Processori basati sull'architettura Llano

### Processori ARM
- Processore Apple A5 (seconda versione)
- Processore Apple A6